# Death in June
Death in June es una banda de neofolk liderada por Douglas Pearce (o Douglas P.). La banda se formó originariamente en Reino Unido en 1981 como un trío, pero los otros miembros se marcharon en 1984 y 1985 para trabajar en otros proyectos y el grupo quedó en manos de Douglas P. y algunos colaboradores.

## Historia
Death in June nace en el año 1981 de las cenizas del proyecto de punk Crisis, en Inglaterra.
A Douglas Pierce y Tonny Wakeford de Crisis se uniría Patrik Leagas de Runners en 1984. El sonido original de la banda fue influenciado por la música post-punk de grupos como Joy Division además de combinar elementos de música martial industrial y cierta utilización de instrumentos acústicos. En esta época, las letras del grupo tuvieron especial significado político. Sin embargo, la historia de la banda como trío duró poco.
En 1983 Tonny Wakeford abandonaría la banda para formar su proyecto de folk noir, Sol Invictus. Fue en ese momento cuando la banda comenzó a adquirir un estilo más folk, pero con percusiones y tintes posindustriales, usando guitarras acústicas y con unas letras orientadas a la historia europea. Esta época se corresponde con su disco The Guilty Have no Pride de 1983.
En 1985 Patrik Leagas abandonaría la banda sin avisar y se dedicaría más tarde a sus proyectos Six Comm y Mother Destruction. Douglas ha llevado la banda en solitario a partir de entonces. Ese mismo año salió a la venta el disco Nada!, donde Death in June mezclan canciones de clara influencia post-punk con otras cercanas a la música electrónica y new wave.
A partir del disco The World That Summer, la banda dejaría a un lado lentamente las influencias más evidentes de la new wave e iría sentando las bases de un nuevo estilo musical conocido como neofolk o apocalyptic folk, estilo que mezcla industrial, post-punk y, principalmente, folk. Las obras de Death in June que mejor definen este estilo son las que lanzó en la primera mitad de los años 90, en especial, "But, What Ends When The Symbols Shaters?" y "Rose Clouds Of Holocaust".
Con el cambio de siglo, la banda comenzó a incluir nuevos elementos en su música como el uso de acordeones y pianos en sus temas. Destaca, sobre todo, el controvertido "All Pigs Must Die", en el que Douglas Pearce dedicó una primera mitad con el sonido típico de la banda y una segunda mucho más caótica y experimental.
A partir de 2009, Douglas P. comenzó a colaborar con el pianista Miro Snejdr, al que conoció por haber subido una serie de vídeos a YouTube versionando con el piano temas clásicos del grupo. Así surgió el disco Peaceful Snow, un álbum en el que sólo aparecen teclados y guitarras acústicas. Además, desde 2012, Snejdr es miembro en directo de Death in June, tocando tanto el acordeón, como el piano o las percusiones.
Una larga serie de colaboradores participaría en sus discos influyendo, en algunos casos, muy profundamente en su sonido. Entre ellos se puede destacar a David Tibet (Current 93), Boyd Rice (NON), Rose McDowall (Sorrow), Ian Read (Fire + Ice), Albin Julius (Der Blutharsch), Patrick Leagas (6Comm), Tony Wakeford (Sol Invictus), John Murphy (Knifeladder) o Andreas Ritter (Forseti).

## Influencias
La lírica y la inspiración de sus piezas, además del esoterismo, vienen de la política y la guerra, primordialmente desde la perspectiva nazi durante la Segunda Guerra Mundial, sin necesariamente apoyar la ideología, pero sí la valentía de los soldados.
Las influencias de Death in June no se circunscriben sólo a lo musical, sino que un buen número de películas, series y programas de televisión han tenido eco en la música de la banda británica. Buen ejemplo de ello son algunas composiciones o títulos de canciones y discos como "The World That Summer", "Night And Fog" o "Come And See".
En lo puramente musical, el propio Douglas Pearce ha citado a Scott Walker, Nico, Ennio Morricone o la música industrial como las principales influencias de la banda. Mientras que en las letras, Douglas P. se ve influido por cuestiones como la historia o la política del contexto europeo. Su trabajo también está movido por la influencia de autores filosóficos como Friedrich Nietzsche, los Edda, la poesía sajona y la obra de Jean Genet.

## Estética

### Máscaras
Según Pearce: 
"[Nosotros] no queríamos convertirnos en parte del rock 'n' roll normal. Chicos guapos mirando a las cámaras con enormes penes y un coeficiente intelectual de un millón... No funciona así".

### Camuflaje
Pearce usa regularmente variedades específicas de camuflaje y aparecen en varios lanzamientos de Death in June . Más comúnmente, la variedad de camuflaje utilizada es el Erbsenmuster / "patrón de guisante" otoñal alemán de la Segunda Guerra Mundial Waffen-SS (generalmente en artículos originales), aunque a veces se usa el moderno Bundeswehr Flecktarn o posiblemente el patrón austriaco Fleckerlteppich posterior a la Segunda Guerra Mundial. El tema del camuflaje también ha aparecido en la letra de Death in June, en particular en la canción "Hidden Among the Leaves", una referencia al japonés Hagakure.

### Totenkopf-6
Una calavera con una leve sonrisa, enmarcada por un círculo y un pequeño 6 en la esquina inferior derecha. Death in June, al menos desde State Laughter / Holy Water 7 ″, ha utilizado variaciones del símbolo prusiano Totenkopf o "Cabeza de la muerte". Pearce ha declarado repetidamente que el símbolo no respalda las atrocidades de los campos de exterminio y que el símbolo es muy anterior al Tercer Reich, ya que fue utilizado por el ejército prusiano bajo Federico el Grande. Aunque la versión particular utilizada por Death in June es una versión modificada y ligeramente sonriente de la insignia de las SS, Pearce ha declarado que el simbolismo es claro: "El Totenkopf para la Muerte y los seis para el sexto mes: junio".

### La Mano con el Látigo
Una mano enguantada y tachonada que sostiene un látigo rodeado por un círculo y un pequeño 6 en la esquina inferior derecha. Este símbolo ha sido utilizado por Death in June desde al menos She Said Destroy 7″/12″, afirmado por Pearce para significar control y se relaciona con tener el látigo en la mano, una expresión británica. La mano está enguantada, dándole un elemento tanto medieval como fetichista, y a menudo se usa en lugar del Totenkopf o con él. Este símbolo se usó más tarde que el Totenkopf y suele ser secundario. Al igual que con el Totenkopf-6, el 6 se refiere a junio.

## Discografía

### Álbumes
- The Guilty Have No Pride (1983)
- Burial (1984)
- Nada! (1985)
- The World That Summer (1986)
- Brown Book (1987)
- The Wall of Sacrifice (1989)
- Östenbräun (1989)
- But, What Ends When the Symbols Shatter? (1992)
- Rose Clouds of Holocaust (1995)
- Death in June Presents: Occidental Martyr (1995)
- Death in June Presents: KAPO! (1996)
- Scorpion Wind : Heaven Sent (1996)
- Take Care & Control (1998)
- Operation Hummingbird (2000)
- All Pigs Must Die (2001)
- Death in June & Boyd Rice : Alarm Agents (2004)
- Free Tibet (2006) Lanzamiento sólo en MP3 vía el sitio oficial
- The Rule of Thirds (2008)
- Peaceful Snow/Lounge Corps (2010)
- The Snow Bunker Tapes (2013)
- Essence! (2018)